# انزو استرنال
انزو استرنال (انگلیسی: Enzo Sternal؛ زادهٔ ۲۸ مهٔ ۲۰۰۷) بازیکن فوتبال اهل فرانسه است که در حال حاضر برای باشگاه فوتبال اندرلشت فیوچرز بازی می‌کند.

## دوران باشگاهی
استرنال بازی فوتبال را در تیم جوانان باشگاه فوتبال نانسی آغاز کرد و سپس در سال ۲۰۲۲ به تیم جوانان باشگاه فوتبال المپیک مارسی پیوست. در ۱۲ ژانویه ۲۰۲۴، او برای تیم ذخیره مارسی در یک مسابقه قهرمانی ملی سطح ۳ مقابل ایسترس به میدان رفت.
در ۱۷ ژانویه ۲۰۲۵، استرنال یک قرارداد دوساله و نیمه با آندرلخت در بلژیک امضا کرد و به تیم ذخیره آن‌ها باشگاه فوتبال اندرلشت فیوچرز که در لیگ دوم لیگ حرفه‌ای چلنجر بازی می‌کند، ملحق شد.

## دوران ملی
وی همچنین در تیم‌های ملی فوتبال زیر ۱۶ سال فرانسه، زیر ۱۷ سال فرانسه و زیر ۱۸ سال فرانسه بازی کرده است.